# Hendrik II van Gemen

Hendrik II van Gemen (circa 1296-1345) was heer van Gemen.

## Biografie
Hij wordt rond 1296 geboren als zoon van Herman van Gemen en Katharina van Dale. Hendrik trouwt met Elisabeth van Mormter. Hun zoon Johan I van Gemen volgt Hendrik op totdat zijn kleinzoon Hendrik III van Gemen de scepter overneemt.